# ريبيكا جنسن
ريبيكا جنسن (بالإنجليزية: Rebecca Jensen)‏ هي لاعب كرة مضرب أمريكية، ولدت في 19 نوفمبر 1972.

## وصلات خارجية
- ريبيكا جنسن على موقع رابطة محترفات التنس (الإنجليزية)
- ريبيكا جنسن على موقع الاتحاد الدولي لكرة المضرب (الإنجليزية)
- ريبيكا جنسن على موقع خلاصة التنس.كوم (الإنجليزية)